# Natasja Schaafsma
Natasja Schaafsma (Delfzijl, 23 september 1999) is een Nederlands acteur, stuntacteur, schrijver en regisseur. 

## Biografie
In 2017 begon Schaafsma met de vooropleiding theater bij de Noorderlingen. Hier heeft ze mee mogen spelen met voorstelling 'Schemerding' op festival Noorderzon. Daarna volgde ze in Dublin een opleiding voor acteur en stuntacteur.
In 2023 won ze de prijs voor Best Action Comedy in New York, bij het Urban Action Showcase International Action Film Festival, voor haar korte film I like it rough. In 2024 werd ze met dezelfde film genomineerd voor de OOG TV Talent Award op de Beste Groninger Film Awards.

## Filmografie
| Korte films | Korte films                | Korte films   | Korte films |
| ----------- | -------------------------- | ------------- | --- |
| Jaar        | Productie                  | Rol           | Opmerkingen |
| 2024        | Helemaal het Einde         | Lieke van Dam | Schaafsma samen met de andere twee actrices genomineerd voor 'Best Acting Ensemble' |
| 2023        | I Like It Rough            | Ciara         | 'Best Action Comedy'-prijs gewonnen op het Urban Action Showcase International Film Festival in New York in de categorie 'Blood Sweat & Bone No Budget'. Genomineerd voor 'OOG TV Talent Award' op de Beste Groninger Film Awards. |
| 2023        | Camp                       | Zara          | |
| 2023        | Office Offence             | Addison       | Genomineerd voor 'Beste Actie/Komedie' award op het Urban Action Showcase Film Festival in New York in de categorie 'Blood Sweat & Bone No Budget'                                                                                 |
| 2023        | Eggshells                  | Bianca        | Genomineerd voor 'Beste Short Film' op Underground Cinema Awards Dublin, 'Beste Film' op International Film Festival The Hague en 'Beste Komedie' op het Berlin Kiez Film Festival.                                                |
| 2022        | Floor of the Residents Bar | Bruid         | 'Beste Muziekvideo' award gewonnen op Dublin Underground Film Festival |